# De Korenbloem (Haaksbergen)
De Korenbloem is een korenmolen in Haaksbergen in de Nederlandse provincie Overijssel.
De molen werd in 1798 gebouwd als stellingmolen. In 1888 werd de stelling door een belt vervangen en werd de molen dus een beltmolen. Na in verval te zijn geraakt werd in 1964 de molen eigendom van de gemeente Haaksbergen. In 1966 volgde vervolgens een restauratie. Er waren plannen om de molen te verplaatsen vanwege een verslechterde molenbiotoop, maar in 1991 werd de molen op zijn oorspronkelijke plek gerestaureerd en weer van een stelling voorzien, iets hoger dan de vroegere stelling. Een vrijwillig molenaar laat de molen regelmatig draaien.
De stalen roeden van de molen hebben een lengte van 24 meter en zijn gemaakt door de firma Buurma te Oudeschans. De binnenroede met nummer 107 is voorzien van het fokwieksysteem met remkleppen en zeilen en de buitenroede met nummer 106 heeft een Oudhollands hekwerk, eveneens met zeilen. De roeden zijn gestoken in 1993.
De molen bezit twee koppels maalstenen met 15der (130 cm in diameter) blauwe stenen.
De gietijzeren bovenas gegoten door de firma Nering & Boegel is 6,75 m lang.
Het kruiwerk, waarmee de wieken op de wieken worden gezet, bestaat uit een Engels kruiwerk, dat bediend wordt met een kruirad.
De molen wordt gevangen (geremd) met een stalen bandvang, die wordt bediend met een wipstok. 

## Overbrengingen
- De overbrengingsverhouding is 1 : 6,46.
- Het bovenwiel heeft 62 kammen en de bonkelaar heeft 32 kammen. De koningsspil draait hierdoor 1,94 keer sneller dan de bovenas. De steek, de afstand tussen de staven, is 12,5 cm.
- Het spoorwiel heeft 80 kammen en het steenrondsel 24 staven. Het steenrondsel draait hierdoor 3,33 keer sneller dan de koningsspil en 6,46 keer sneller dan de bovenas. De steek is 10,6 cm.

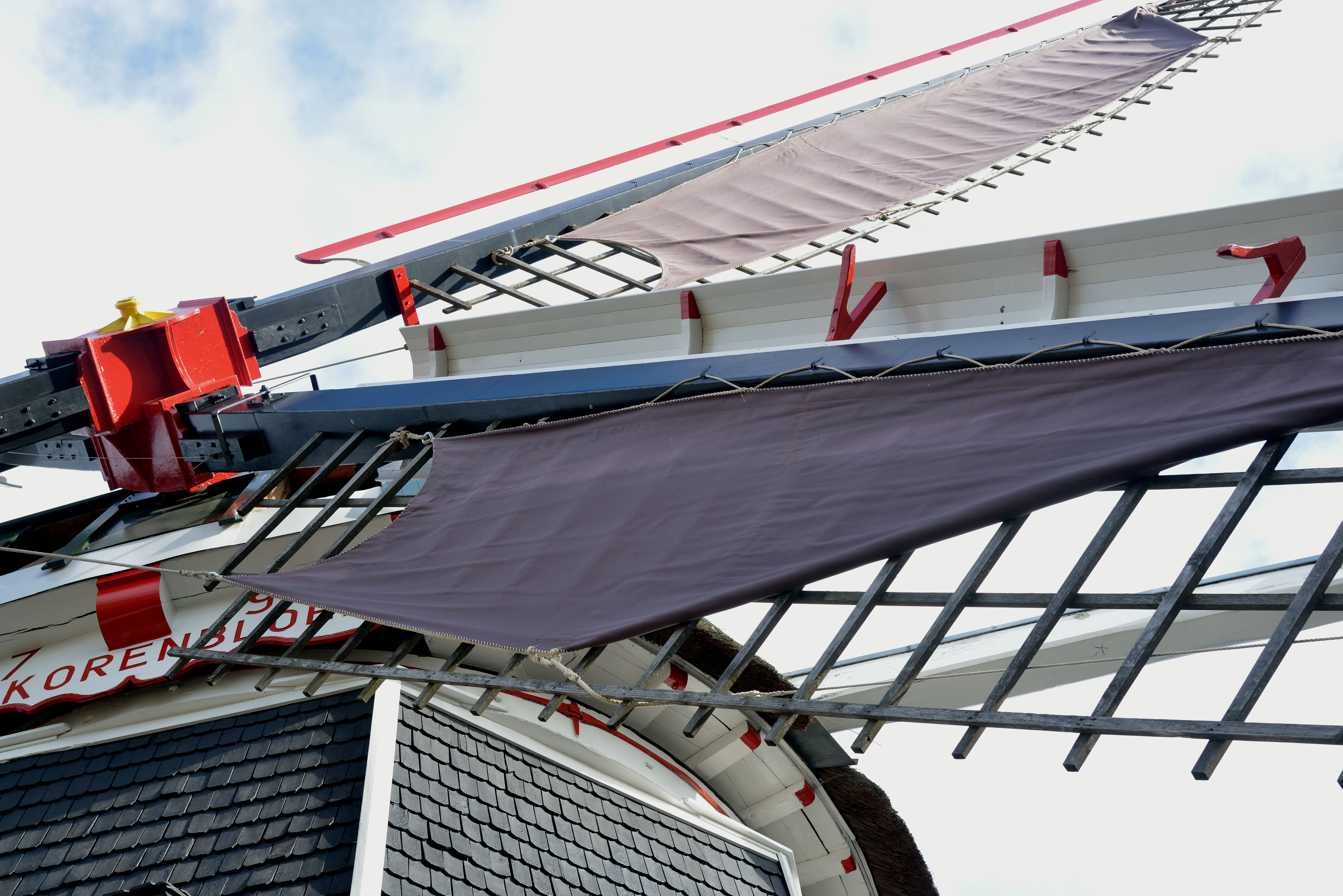
Fokwiek en oudhollands
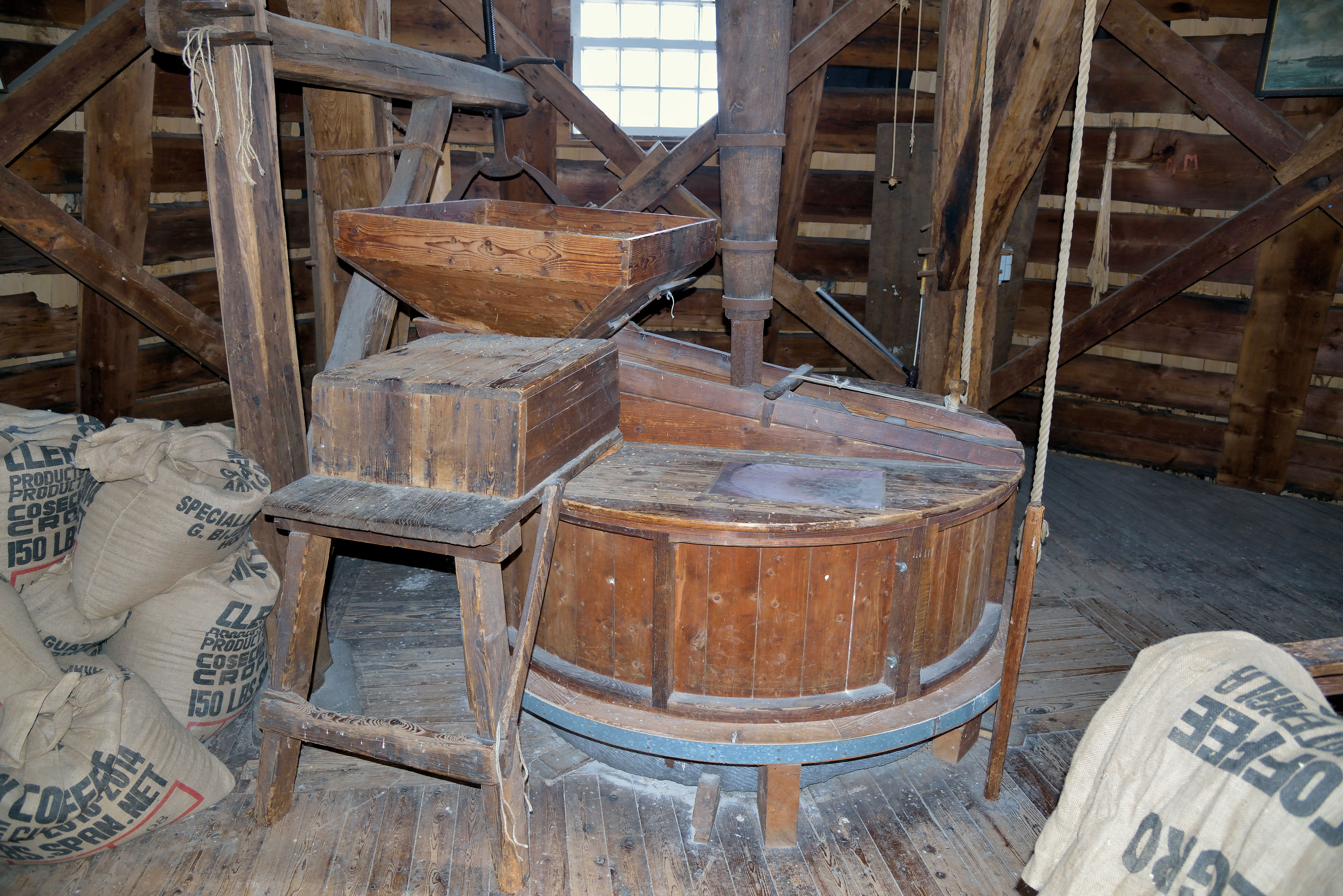
Maalkoppel
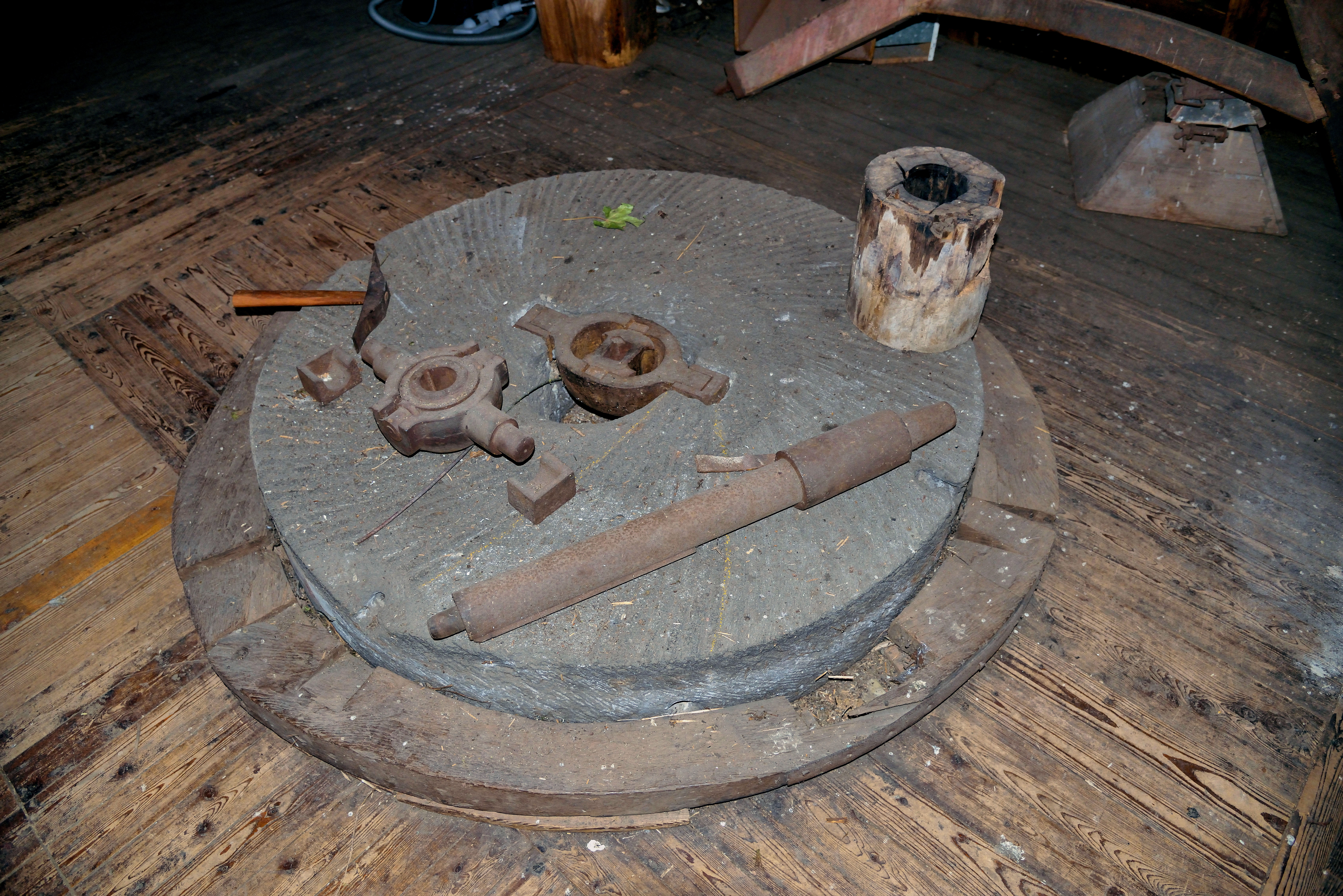
Opengelegde tweede maalkoppel
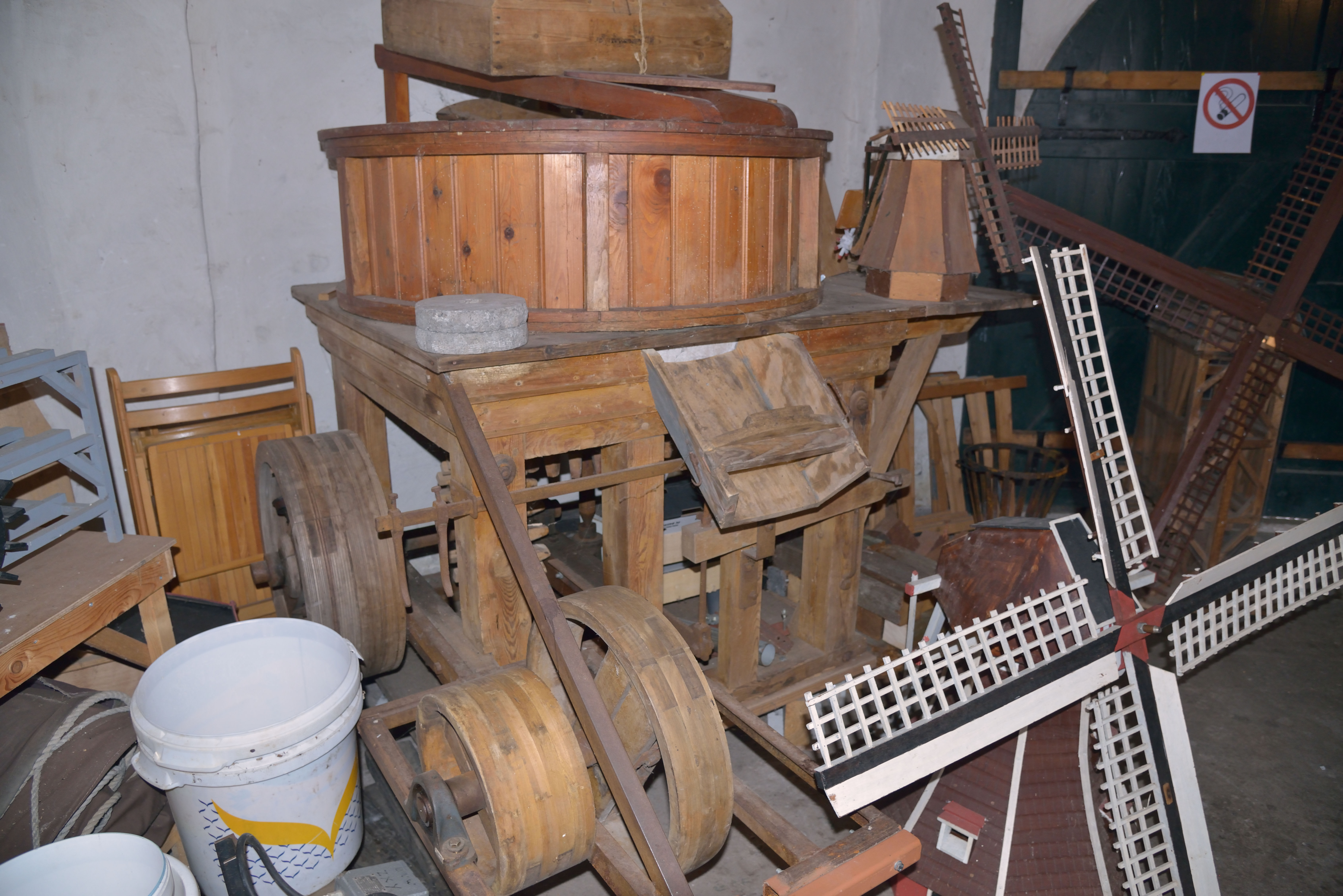
Maalstoel
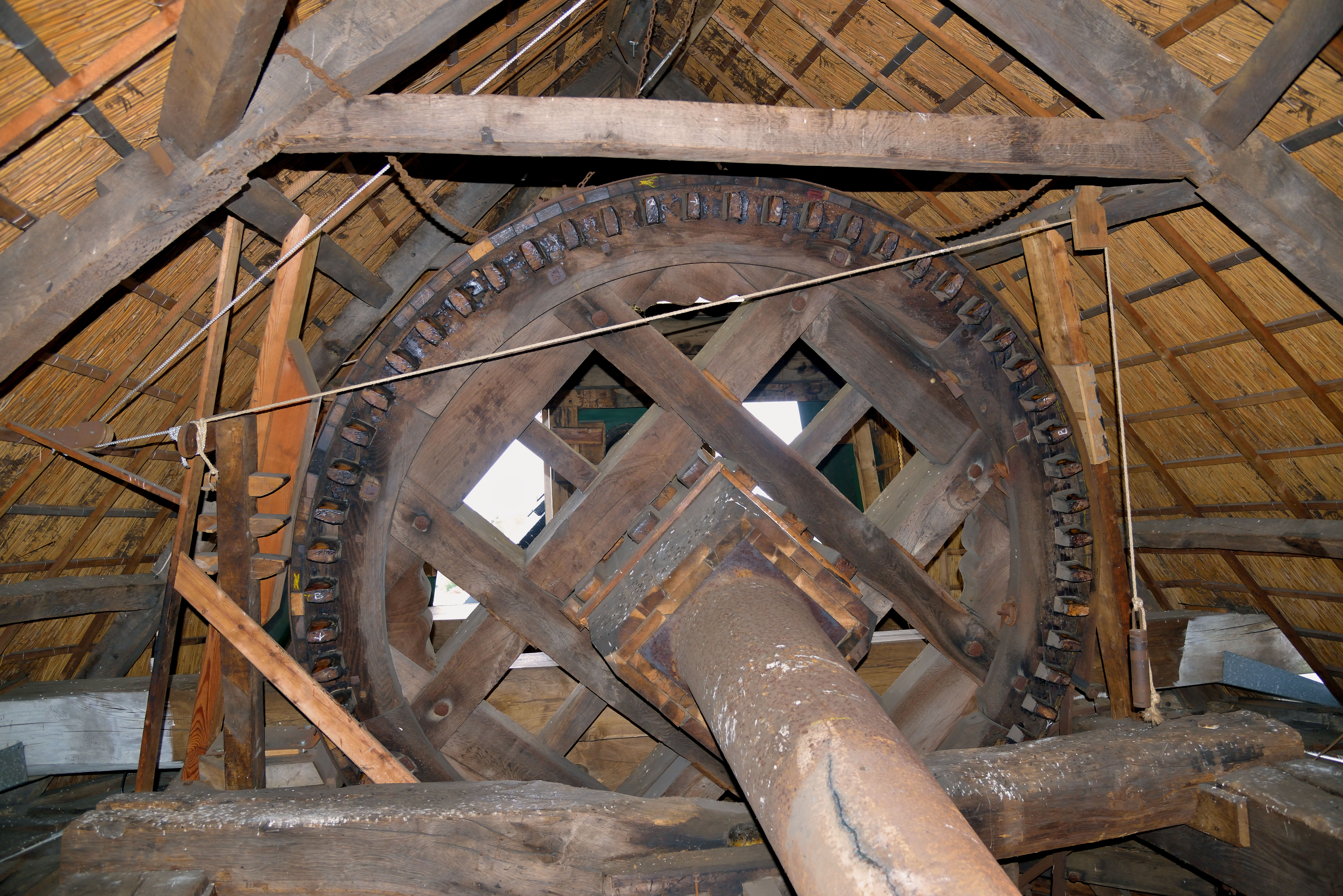
Bovenwiel
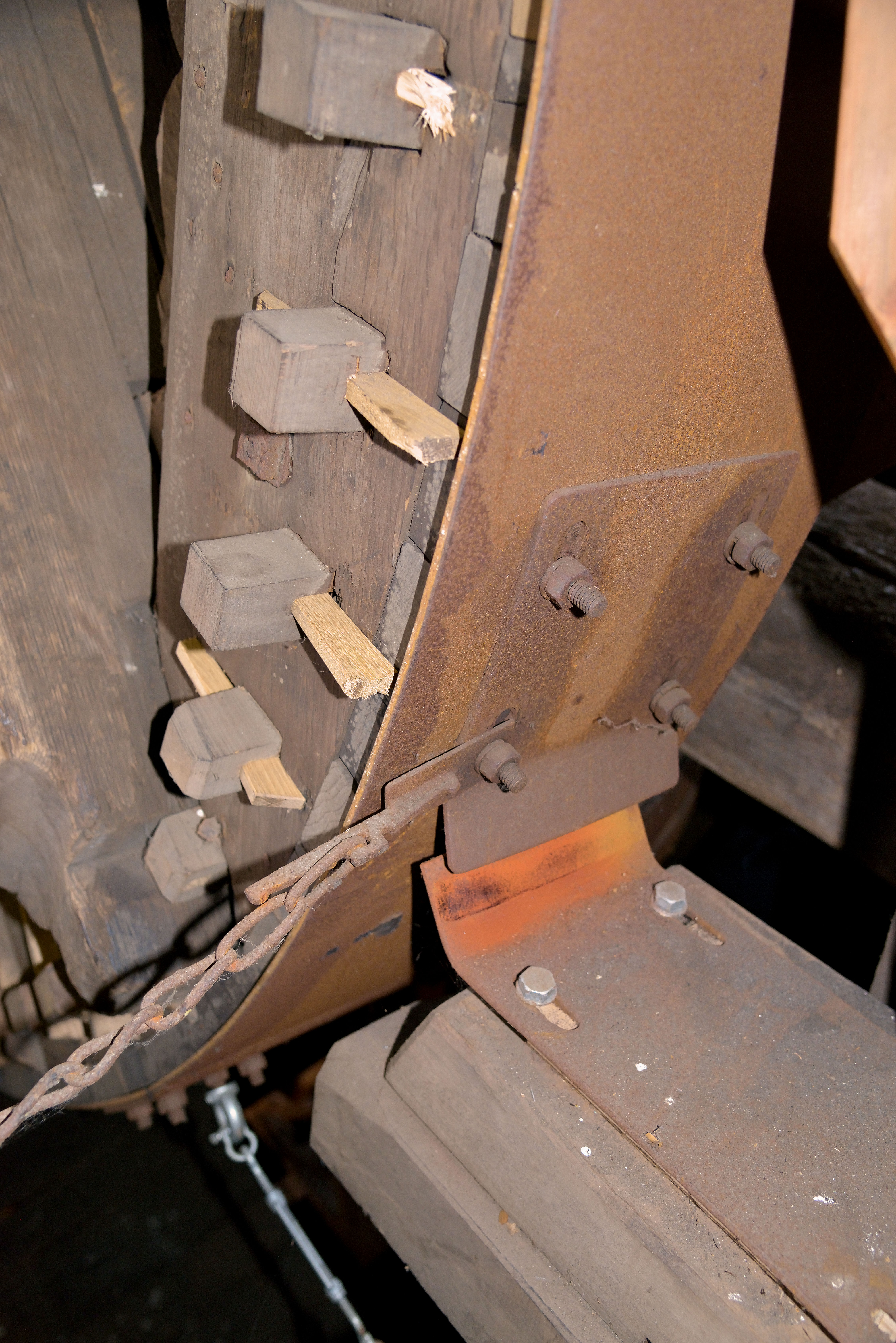
Bandvang
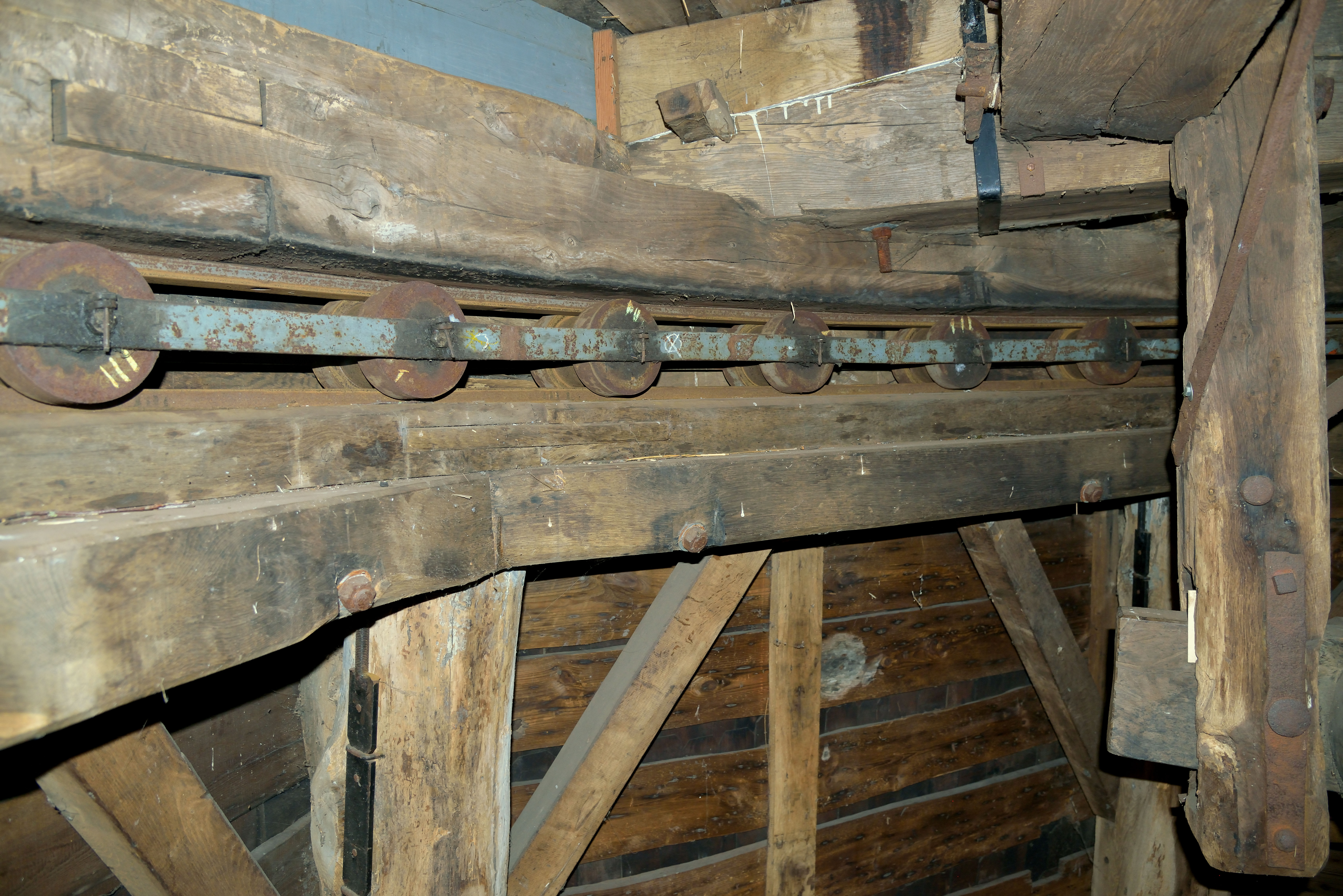
Kruiwerk
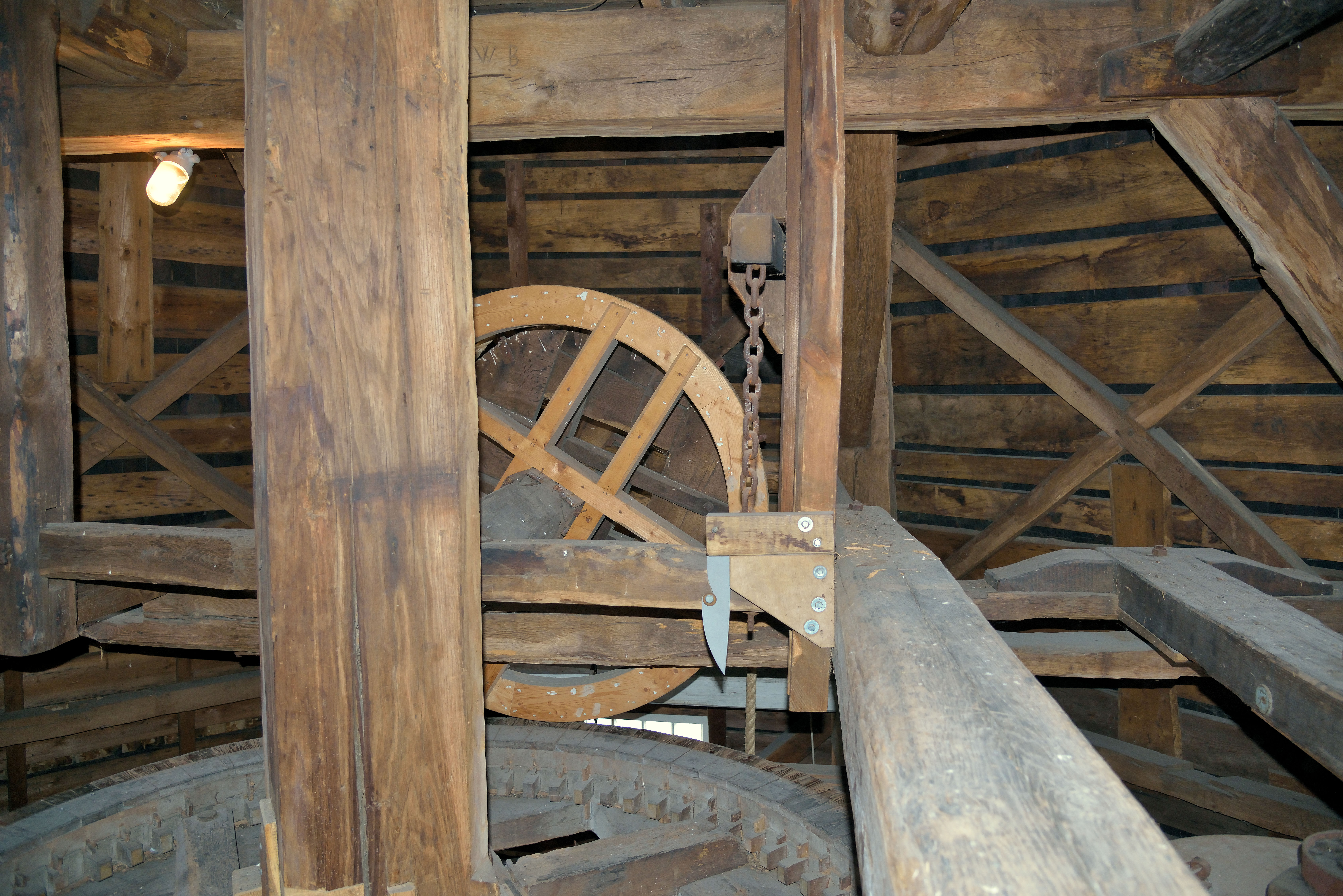
Luiwerk